# Jung Changová
Jung Changová (čínsky v českém přepisu Čang Žung, pchin-jinem Zhāng Róng, znaky zjednodušené 张戎, v anglickém přepisu Chang Jung; * 23. března 1952 I-pin, S’-čchuan, Čína) je britská spisovatelka čínského původu, od roku 1986 občanka Spojeného království, autorka autobiografického románu – bestselleru „Divoké labutě“ a dalších knih o čínské historii 20. století. Její manžel je irský historik Jon Halliday (* 1939).

## Dílo vydané v češtině
- Divoké labutě. [s.l.]: Knižní klub, 1996. 544 s. ISBN 80-7306-272-0.
- Mao: Příběh, který možná neznáte. [s.l.]: Beta-Dobrovský, 2006. 720 s. ISBN 80-7306-272-0.
- Velká sestra, malá sestra, rudá sestra. [s.l.]: Universum, 2021. 400 s. ISBN 978-80-249-4383-1.